# Meilleur footballeur bulgare de l'année
Le titre de meilleur footballeur bulgare de l'année (bulgare : Футболист №1 на България, Futbolist №1 na Balgariya) est un trophée annuel décerné au meilleur footballeur bulgare de la saison. Ce trophée existe depuis 1961 et est décerné par des journalistes issus de différents médias bulgares.
Les footballeurs l'ayant remporté le plus de fois sont Dimitar Berbatov (2002, 2004, 2005, 2007, 2008, 2009 et 2010) et Hristo Stoichkov (1989, 1990, 1991, 1992 et 1994), suivis par Hristo Bonev (1969, 1972 et 1973). Le club l'ayant le plus remporté est le Levski Sofia avec 11 joueurs lauréats, suivi de près par son club rival du CSKA Sofia avec 10 joueurs.

## Vainqueurs
| Année | Joueur                                                   | Poste                               | Club                                           |
| ----- | -------------------------------------------------------- | ----------------------------------- | ---------------------------------------------- |
| 1961  | Georgi Najdenov                                          | gardien                             | CSKA Sofia                                     |
| 1962  | Ivan Kolev                                               | défenseur                           | CSKA Sofia                                     |
| 1963  | Aleksandar Shalamanov                                    | défenseur                           | Slavia Sofia                                   |
| 1964  | Nikola Kotkov                                            | attaquant                           | Lokomotiv Sofia                                |
| 1965  | Georgi Asparuhov                                         | attaquant                           | Levski Sofia                                   |
| 1966  | Aleksandar Shalamanov                                    | défenseur                           | Slavia Sofia                                   |
| 1967  | Dimitar Penev                                            | défenseur                           | CSKA Sofia                                     |
| 1968  | Simeon Simeonov                                          | gardien                             | Slavia Sofia                                   |
| 1969  | Hristo Bonev                                             | attaquant                           | Lokomotiv Plovdiv                              |
| 1970  | Stefan Aladzhov                                          | défenseur                           | Levski Sofia                                   |
| 1971  | Dimitar Penev                                            | défenseur                           | CSKA Sofia                                     |
| 1972  | Hristo Bonev                                             | attaquant                           | Lokomotiv Plovdiv                              |
| 1973  | Hristo Bonev                                             | attaquant                           | Lokomotiv Plovdiv                              |
| 1974  | Kiril Ivkov                                              | défenseur                           | Levski Sofia                                   |
| 1975  | Kiril Ivkov                                              | défenseur                           | Levski Sofia                                   |
| 1976  | Bozhidar Grigorov                                        | attaquant                           | Slavia Sofia                                   |
| 1977  | Pavel Panov                                              | milieu/attaquant                    | Levski Sofia                                   |
| 1978  | Rumen Goranov                                            | gardien                             | Lokomotiv Sofia                                |
| 1979  | Atanas Mikhaïlov                                         | attaquant                           | Lokomotiv Sofia                                |
| 1980  | Andrey Zhelyazkov                                        | attaquant                           | Slavia Sofia                                   |
| 1981  | Georgi Velinov                                           | gardien                             | CSKA Sofia                                     |
| 1982  | Radoslav Zdravkov                                        | défenseur                           | CSKA Sofia                                     |
| 1983  | Stoycho Mladenov                                         | milieu/attaquant                    | CSKA Sofia                                     |
| 1984  | Plamen Nikolov (en)                                      | défenseur                           | Levski Sofia                                   |
| 1985  | Georgi Dimitrov                                          | défenseur                           | CSKA Sofia                                     |
| 1986  | Borislav Mikhailov                                       | gardien                             | Levski Sofia                                   |
| 1987  | Nikolay Iliev                                            | défenseur                           | Levski Sofia                                   |
| 1988  | Lyuboslav Penev                                          | attaquant                           | CSKA Sofia                                     |
| 1989  | Hristo Stoichkov                                         | milieu/attaquant                    | CSKA Sofia                                     |
| 1990  | Hristo Stoichkov                                         | milieu/attaquant                    | Barcelona                                      |
| 1991  | Hristo Stoichkov                                         | milieu/attaquant                    | Barcelona                                      |
| 1992  | Hristo Stoichkov                                         | milieu/attaquant                    | Barcelona                                      |
| 1993  | Emil Kostadinov                                          | attaquant                           | Porto                                          |
| 1994  | Hristo Stoichkov                                         | milieu/attaquant                    | Barcelona                                      |
| 1995  | Krassimir Balakov                                        | milieu                              | Sporting CP / Stuttgart                        |
| 1996  | Trifon Ivanov                                            | défenseur                           | Rapid Vienne                                   |
| 1997  | Krasimir Balakov                                         | milieu                              | Stuttgart                                      |
| 1998  | Ivaylo Yordanov                                          | défenseur/milieu/attaquant          | Sporting CP                                    |
| 1999  | Aleksandar Aleksandrov                                   | milieu                              | Levski Sofia                                   |
| 2000  | Georgi Ivanov                                            | attaquant                           | Levski Sofia                                   |
| 2001  | Georgi Ivanov                                            | attaquant                           | Levski Sofia                                   |
| 2002  | Dimitar Berbatov                                         | attaquant                           | Bayer Leverkusen                               |
| 2003  | Stiliyan Petrov                                          | milieu                              | Celtic                                         |
| 2004  | Dimitar Berbatov                                         | attaquant                           | Bayer Leverkusen                               |
| 2005  | Dimitar Berbatov                                         | attaquant                           | Bayer Leverkusen                               |
| 2006  | Martin Petrov 2e Dimitar Berbatov 3e Stiliyan Petrov     | milieu/attaquant forward midfielder | Atlético Madrid Tottenham Hotspur Aston Villa  |
| 2007  | Dimitar Berbatov 2e Martin Petrov 3e Georgi Petkov       | attaquant milieu/attaquant gardien  | Tottenham Hotspur Manchester City Levski Sofia |
| 2008  | Dimitar Berbatov 2e Georgi Petkov 3e Blagoy Georgiev     | attaquant gardien milieu            | Manchester United Levski Sofia Slavia Sofia    |
| 2009  | Dimitar Berbatov 2e Stiliyan Petrov 3e Blagoy Georgiev   | attaquant milieu                    | Manchester United Aston Villa Terek Grozny     |
| 2010  | Dimitar Berbatov 2e Ivelin Popov 3e Nikolay Mikhailov    | attaquant gardien de but            | Manchester United Gaziantepspor FC Twente      |
| 2011  | Nikolay Mikhailov 2e Stiliyan Petrov 3e Dimitar Berbatov | gardien de but milieu attaquant     | FC Twente Aston Villa Manchester United        |
| 2012  | Georgi Milanov                                           | milieu                              | CSKA Moscou                                    |
| 2013  | Ivan Ivanov                                              | défenseur                           | FC Bâle                                        |
| 2014  | Vladislav Stoyanov                                       | gardien                             | PFK Ludogorets Razgrad                         |
| 2015  | Ivelin Popov                                             | attaquant                           | FK Spartak Moscou                              |
| 2016  | Ivelin Popov                                             | attaquant                           | FK Spartak Moscou                              |
| 2017  | Ivelin Popov                                             | attaquant                           | FK Spartak Moscou                              |
| 2018  | Kiril Despodov                                           | attaquant                           | PFK CSKA Sofia                                 |
| 2019  | Dimitar Iliev                                            | attaquant                           | PFK Lokomotiv Plovdiv                          |
| 2020  | Dimitar Iliev                                            | attaquant                           | PFK Lokomotiv Plovdiv                          |
| 2021  | Kiril Despodov                                           | attaquant                           | PFK Ludogorets Razgrad                         |
| 2022  | Kiril Despodov                                           | attaquant                           | PFK Ludogorets Razgrad                         |
| 2023  | Kiril Despodov                                           | attaquant                           | PAOK                                           |